# Сергеево (Череповецкий район)
Сергеево — деревня в Череповецком районе Вологодской области.
Входит в состав Коротовского сельского поселения, с точки зрения административно-территориального деления — в Коротовский сельсовет.
Расстояние до районного центра Череповца по автодороге — 83 км, до центра муниципального образования Коротово по прямой — 24 км. Ближайшие населённые пункты — Гришкино, Тыново.
По переписи 2002 года население — 21 человек (8 мужчин, 13 женщин). Преобладающая национальность — русские (95 %).